# Џорџија
32° 19′ 45″ N 83° 6′ 49″ W / 32.32917° С; 83.11361° З
Џорџија (енгл. Georgia), држава је смештена на југоистоку САД. Основана је 1732. као последња од тринаест првобитних колонија које су касније формирале САД, име је добила по краљу Џорџу II. Џорџија је 2. јануара 1788, као четврта држава, ратификовала Устав САД. Отцепљење од САД је прогласила 21. јануара 1861, и била је једна од седам првобитних држава Конфедеративних Америчких Држава. Након Америчког грађанског рата као последња је поново примљена у састав САД. По површини је 24, а по броју становника 9. држава САД. Џорџија је позната као држава брескви (енгл. Peach State) и империјална држава југа (енгл. Empire State of the South). Главни и највећи град је Атланта.
Џорџија се према северу граничи са Тенесијем и Северном Каролином, према истоку са Јужном Каролином и Атлантским океаном, према југу са Флоридом а према западу са Алабамом.

## Демографија
| 1900.     | 1910.     | 1920.     | 1930.     | 1940.     | 1950.     | 1960.     | 1970.     | 1980.     | 1990.     | 2000.     | 2010.     |
| --------- | --------- | --------- | --------- | --------- | --------- | --------- | --------- | --------- | --------- | --------- | --------- |
| 2.216.331 | 2.609.121 | 2.895.832 | 2.908.506 | 3.123.723 | 3.444.578 | 3.943.116 | 4.589.575 | 5.463.105 | 6.478.216 | 8.186.453 | 9.687.653 |